# صدوق
صدوق بلدية بولاية بجاية في الجزائر، تجمع بلدية صدوق 35،000 نسمة في عام 2010. تقع في وادي الصومام، مواردها الرئيسية الزيتون و التين.

## أعلام
- الشيخ الحداد

## مواضيع ذات صلة
- بلديات ولاية بجاية
- دوائر ولاية بجاية